# Слончик, Том
Том Сло́нчик (чеш. Tom Slončík; род. 21 декабря 2004) — чешский футболист, полузащитник клуба «Виктория Пльзень», на правах аренды выступает за «Градец-Кралове».

## Клубная карьера
Слончик — воспитанник клуба «Злин». 25 февраля 2023 года в матче против столичной «Спарты» он дебютировал в Первой лиге. 26 апреля в поединке против «Богемианс 1905» Том сделал «дубль», забив свои первые голы за «Злин». 